# Robert Studer
Robert Studer (født 17. februar 1912) var en schweizisk håndboldspiller som deltog under Sommer-OL 1936.
Han var en del af det schweiziske håndboldlandshold, som vandt en bronzemedalje. Han spillede i alle fire kampe.